# Portland (Teksas)
Portland je grad u američkoj saveznoj državi Teksas. Prema popisu stanovništva iz 2010. u njemu je živjelo 15.099 stanovnika.